# Fernando Bilbao
Fernando Bilbao (eigentlich Fernando Arrien Elgezabal) ist ein spanischer Schauspieler.
Bilbao, wohl zu Beginn der 1940er Jahre geboren, trat in zahlreichen Filmen ab 1964 in Neben- und Kleinrollen auf; meist handelte es sich um Genrefilme. Anfang der 1970er Jahre erhielt er auch einige Hauptrollen in künstlerisch unbedeutenden Italowestern oder Rollen als Monster in Horrorfilmen, in denen der hünenhafte, meist mit umfangreichem Bart und zerzausten Haaren auftretende Bilbao auch als Fred Harris, Fred Harrison oder als Fernando Arrien spielte. Nach Mitte der 1980er Jahre nur noch selten zu sehen, erfolgte der letzte Auftritt 2002.

## Filmografie (Auswahl)
- 1964: La carga de la policía montada
- 1964: Die hundert Ritter (I cento cavalieri)
- 1964: El secreto del capitán O’Hara
- 1965: Jonny West und die verwegenen 3 (Johnny West il mancino)
- 1966: 100.000 Dollar für einen Colt (La muerte cumple condena)
- 1966: Mountains (Mestizo)
- 1968: Django spricht kein Vaterunser (Quel caldo maledetto giorno di fuoco)
- 1969: Die Wahrheit über Frank Mannata (¡Viva America!)
- 1970: Sartana kommt… (Una nuvola di polvere… un grido di morte… arriva Sartana)
- 1970: Spiel dein Spiel und töte, Joe (Un uomo chiamato Apocalisse Joe)
- 1971: Black Beauty
- 1971: Dans la poussière du soleil
- 1971: Freibeuter der Meere (Il corsaro nero)
- 1971: El más fabuloso golpe del Far West
- 1972: Die Nacht der offenen Särge (Drácula contra Frankenstein)
- 1973: …E così divennero i tre supermen del West
- 1973: Le llamaban Calamidad
- 1973: Sing mir das Lied der Rache (Mi chiamavano 'Requiescat'… ma avevano sbagliato)
- 1973: Verflucht dies Amerika
- 1974: Fantasma en el Oeste
- 1975: Zwei irre Typen mit ihrem tollen Brummi (Simone e Matteo: Un gioco da ragazzi)
- 1979: Die Brut des Bösen
- 2002: El robo más grande jamás contado